# Elecciones municipales del Callao de 2022
Las elecciones municipales del Callao de 2022 se llevaron a cabo el domingo 2 de octubre de 2022 para elegir al alcalde y al Concejo Provincial del Callao. La elección se celebró simultáneamente con elecciones regionales y municipales (provinciales y distritales) en todo el Perú.

## Sistema electoral
La Municipalidad Provincial del Callao es el órgano administrativo y de gobierno de la Provincia Constitucional del Callao. Está compuesta por el alcalde y el Concejo Provincial.
La votación del alcalde y el concejo se realiza en base al sufragio universal, que comprende a todos los ciudadanos nacionales mayores de dieciocho años, empadronados y residentes en la provincia del Callao y en pleno goce de sus derechos políticos, así como a los ciudadanos no nacionales residentes y empadronados en la provincia del Callao. No hay reelección inmediata de alcaldes.
El Concejo Provincial del Callao está compuesto por 15 regidores elegidos por sufragio directo para un período de cuatro (4) años, en forma conjunta con la elección del alcalde (quien lo preside). La votación es por lista cerrada y bloqueada. Se asigna a la lista ganadora los escaños según el método d'Hondt o la mitad más uno, lo que más le favorezca.

## Composición del Concejo Provincial del Callao
La siguiente tabla muestra la composición del Concejo Provincial del Callao antes de las elecciones.
| Partidos | Partidos                 | Regidores |
| -------- | ------------------------ | --------- |
|          | Por Ti Callao            | 9         |
|          | Fuerza Chalaca           | 2         |
|          | Alianza para el Progreso | 1         |
|          | Acción Popular           | 1         |
|          | Perú Patria Segura       | 1         |
|          | Somos Perú               | 1         |

## Elecciones internas
Los partidos políticos realizaron la convocatoria a elecciones internas (15–22 de enero de 2022) para definir a los candidatos de sus organizaciones en listas cerradas y bloqueadas. Se sometieron a elección las candidaturas a:
- Alcaldía Provincial del Callao (1 candidatura).
- Concejo Provincial del Callao (15 candidaturas).
- Alcaldías distritales del Callao (6 candidaturas).
- Concejos distritales del Callao (50 candidaturas).

Existen dos modalidades para la organización de las elecciones internas:
- Modalidad de elección directa: con voto universal, libre, voluntario, igual, directo y secreto de los afiliados. Fue la modalidad utilizada por Más Callao,[5] Alianza para el Progreso,[6] Acción Popular,[7] Somos Perú,[8] Contigo Callao[5] y el Partido Morado.[9] Las elecciones se realizaron el 15 de mayo de 2022.
- Modalidad de delegados: a través de delegados previamente elegidos mediante voto universal, libre, voluntario, igual, directo y secreto de los afiliados. Fue la modalidad utilizada por Por Ti Callao,[10] Podemos Perú,[11] Avanza País,[12] Fuerza Popular,[13] Juntos por el Perú,[14] Fuerza Callao Seguro,[5] Renovación Popular[15] y Frente de la Esperanza.[16] Las elecciones se realizaron el 22 de mayo de 2022.

## Partidos y candidatos
A continuación se muestra una lista de los principales partidos y alianzas electorales que participan en las elecciones:
| Candidatura | Candidatura    | Partidos y alianzas                           | Candidatos | Candidatos                  | Ideología                                                           | Resultado previo | Resultado previo | Ref.   |
| Candidatura | Candidatura    | Partidos y alianzas                           | Candidatos | Candidatos                  | Ideología                                                           | Votos (%)        | Reg.             | Ref.   |
| ----------- | -------------- | --------------------------------------------- | ---------- | --------------------------- | ------------------------------------------------------------------- | ---------------- | ---------------- | ------ |
|             | Por Ti Callao  | Lista - Por Ti Callao (Por Ti Callao)         |            | Juan Alvarado Gallardo      | Regionalismo chalaco                                                | 36.90%           | 9                | [ 17 ] |
|             | MÁS Callao     | Lista - MÁS Callao (MÁS Callao)               |            | Manuel Neciosup Medina      | Regionalismo chalaco                                                | 19.43%           | 2                | [ 17 ] |
|             | APP            | Lista - Alianza para el Progreso (APP)        |            | Magda Cortez Medina         | Liberalismo económico Conservadurismo liberal Populismo de derecha  | 10.42%           | 1                | [ 17 ] |
|             | SP             | Lista - Somos Perú (SP)                       |            | Carlos Cox Palomino         | Democracia cristiana Conservadurismo social                         | 4.77%            | 1                | [ 17 ] |
|             | PP             | Lista - Podemos Perú (PP)                     |            | Renzo Ramírez Nieves        | Conservadurismo social Populismo Nacionalismo                       | 3.91%            | 0                | [ 17 ] |
|             | AvP            | Lista - Avanza País (AvP)                     |            | Daniel Malpartida Filio     | Conservadurismo liberal Liberalismo clásico                         | 0.58%            | 0                | [ 17 ] |
|             | FP             | Lista - Fuerza Popular (FP)                   |            | Marcos Pichilingue Gómez    | Fujimorismo Conservadurismo social Populismo de derecha             | Nuevo            | Nuevo            | [ 17 ] |
|             | JP             | Lista - Juntos por el Perú (JP)               |            | Luzmila Ayay Casas          | Socialismo democrático Progresismo                                  | Nuevo            | Nuevo            | [ 17 ] |
|             | PM             | Lista - Partido Morado (PM)                   |            | Robinson Espinoza Rosenthal | Centrismo Republicanismo Progresismo                                | Nuevo            | Nuevo            | [ 17 ] |
|             | RP             | Lista - Renovación Popular (RP)               |            | Maritza Villa Huayllas      | Ultraconservadurismo Fundamentalismo cristiano Populismo de derecha | Nuevo            | Nuevo            | [ 17 ] |
|             | FE             | Lista - Frente de la Esperanza (FE)           |            | Chris Villalobos Muñoz      | Reformismo                                                          | Nuevo            | Nuevo            | [ 17 ] |
|             | PPP            | Lista - Partido Patriótico del Perú (PPP)     |            | Leoncio Luna Yacila         | Nacionalpopulismo Antiglobalismo Nativismo                          | Nuevo            | Nuevo            | [ 17 ] |
|             | CC             | Lista - Contigo Callao (CC)                   |            | Pedro Spadaro Philipps      | Regionalismo chalaco                                                | Nuevo            | Nuevo            | [ 17 ] |
|             | FCS            | Lista - Fuerza Callao Seguro (FCS)            |            | Erika Arenaza Casaverde     | Regionalismo chalaco                                                | Nuevo            | Nuevo            | [ 17 ] |
|             | Viva el Callao | Lista - Viva el Callao (Viva el Callao)       |            | Julio Pérez Bernal          | Regionalismo chalaco                                                | Nuevo            | Nuevo            | [ 17 ] |
|             | Somos Callao   | Lista - Movimiento Regional Somos Callao (SC) |            | Guillermo Aguilar Velásquez | Regionalismo chalaco                                                | Nuevo            | Nuevo            | [ 17 ] |
|             | Sí Se Puede    | Lista - Sí Se Puede Callao (Sí Se Puede)      |            | Juvenal Qquenta Zevallos    | Regionalismo chalaco                                                | Nuevo            | Nuevo            | [ 17 ] |

## Sondeos de opinión
Las siguientes tablas enumeran las estimaciones de la intención de voto en orden cronológico inverso, mostrando las más recientes primero y utilizando las fechas en las que se realizó el trabajo de campo de la encuesta. Cuando se desconocen las fechas del trabajo de campo, se proporciona la fecha de publicación.

### Intención de voto
La siguiente tabla enumera las estimaciones ponderadas (sin incluir votos en blanco y nulos) de la intención de voto.
|                                |                |     |      |      |      |      |     |      |      |     |      |  |  |  |  |  |  |
| Elecciones municipales de 2022 | 2 oct 2022     | —   | 29.4 | 16.2 | 6.9  | 6.4  | 5.7 | 4.7  | 4.7  | 4.3 | 13.2 |  |  |  |  |  |  |
|                                |                |     |      |      |      |      |     |      |      |     |      |  |  |  |  |  |  |
| Ipsos Perú/América             | 2 oct 2022     | ?   | 28.2 | 18.8 | 7.6  | 5.9  | 5.5 | –    | –    | –   | 9.4  |  |  |  |  |  |  |
| Ipsos Perú/América             | 2 oct 2022     | ?   | 28.5 | 22.8 | 6.7  | 6.8  | –   | –    | –    | –   | 5.7  |  |  |  |  |  |  |
| CIT/Willax                     | 2 oct 2022     | ?   | 29.0 | 18.8 | 5.8  | 6.6  | 5.4 | 5.7  | 4.6  | 3.6 | 10.2 |  |  |  |  |  |  |
| CPI/Panamericana               | 24–25 sep 2022 | 719 | 31.0 | 13.3 | 5.9  | 4.0  | 5.5 | 4.0  | 4.6  | 4.4 | 17.7 |  |  |  |  |  |  |
| CIT/Expreso                    | 21–23 sep 2022 | 800 | 41.9 | 19.0 | 4.7  | 5.1  | 3.2 | 3.2  | 0.9  | 4.7 | 22.9 |  |  |  |  |  |  |
| IPEI                           | 14–19 sep 2022 | 800 | 24.2 | –    | 13.6 | 6.1  | 4.5 | –    | 21.2 | 9.1 | 3.0  |  |  |  |  |  |  |
| CPI/RPP                        | 16–18 sep 2022 | 700 | 47.6 | 4.9  | 8.6  | 8.6  | 2.6 | 3.9  | 5.8  | 4.9 | 39.0 |  |  |  |  |  |  |
| Datum/Perú 21/Gestión          | 13–17 sep 2022 | 801 | 53.3 | 1.1  | 11.1 | 4.0  | 3.0 | 3.0  | 2.5  | 1.9 | 42.2 |  |  |  |  |  |  |
| Sensor                         | 22–29 ago 2022 | 500 | 24.7 | –    | 19.5 | 13.0 | 6.5 | 5.2  | 16.9 | 2.6 | 5.2  |  |  |  |  |  |  |
| IDICE/La Razón                 | 25–28 ago 2022 | 500 | 62.3 | –    | 9.1  | 7.8  | 2.6 | –    | –    | 3.9 | 53.2 |  |  |  |  |  |  |
| CPI/RPP                        | 22–25 ago 2022 | 700 | 46.4 | –    | 8.2  | 2.1  | 5.0 | 4.3  | –    | 6.5 | 38.2 |  |  |  |  |  |  |
| Datum/El Comercio              | 16–22 ago 2022 | 501 | 58.9 | –    | 7.4  | 3.5  | 2.8 | 1.8  | –    | –   | 51.5 |  |  |  |  |  |  |
| CIT/Expreso                    | 12–14 ago 2022 | 800 | 62.9 | –    | 15.1 | 4.1  | –   | –    | –    | –   | 47.8 |  |  |  |  |  |  |
| IDICE/La Razón                 | 26–30 jul 2022 | 500 | 54.1 | –    | 10.6 | 9.4  | 3.5 | –    | –    | 5.9 | 43.5 |  |  |  |  |  |  |
| CIT/PBO                        | 2–4 jul 2022   | 800 | 59.7 | –    | 14.4 | –    | 2.3 | –    | –    | 2.5 | 45.3 |  |  |  |  |  |  |
| IDICE/La Razón                 | 16–18 jun 2022 | 500 | 51.1 | –    | 12.5 | 10.2 | 5.7 | 4.5  | –    | 5.7 | 38.6 |  |  |  |  |  |  |
| IDICE/La Razón                 | 26–28 may 2022 | 500 | 56.0 | –    | 8.0  | 6.7  | –   | 10.7 | –    | –   | 45.3 |  |  |  |  |  |  |
| CIT                            | 16–18 may 2022 | 500 | 44.4 | –    | 8.9  | 4.6  | 6.2 | –    | –    | –   | 16.2 |  |  |  |  |  |  |
| IDICE/La Razón                 | 27–29 abr 2022 | 500 | 39.8 | –    | 16.3 | 9.2  | 5.1 | –    | –    | 9.2 | 23.5 |  |  |  |  |  |  |
| IDICE/La Razón                 | 17 mar 2022    | 500 | 39.8 | –    | 15.1 | 8.6  | 4.3 | –    | –    | 7.5 | 24.7 |  |  |  |  |  |  |
| IDICE/La Razón                 | 15 feb 2022    | 500 | 48.6 | –    | 15.3 | 12.5 | –   | –    | –    | –   | 33.3 |  |  |  |  |  |  |
| IDICE                          | 17 dic 2021    | 500 | 43.9 | –    | 5.3  | 8.8  | –   | –    | –    | –   | 29.9 |  |  |  |  |  |  |
| Sensor                         | 25–26 sep 2021 | 500 | 20.0 | –    | 5.7  | 14.3 | 2.9 | –    | –    | –   | 5.7  |  |  |  |  |  |  |

### Preferencias de voto
La siguiente tabla enumera las preferencias de voto en bruto (incluyendo blancos, viciados y sin respuesta) y no ponderadas.
|                                |                |     |      |      |     |     |     |     |     |     |      |      |      |  |  |  |  |  |  |
| Elecciones municipales de 2022 | 2 oct 2022     | —   | 24.7 | 13.6 | 5.8 | 5.3 | 4.8 | 4.0 | 3.9 | 3.6 | 16.2 | –    | 11.1 |  |  |  |  |  |  |
|                                |                |     |      |      |     |     |     |     |     |     |      |      |      |  |  |  |  |  |  |
| CPI/Panamericana               | 24–25 sep 2022 | 719 | 26.9 | 11.6 | 5.1 | 7.5 | 4.7 | 3.5 | 4.0 | 3.8 | 13.2 | 15.4 | 15.3 |  |  |  |  |  |  |
| CIT/Expreso                    | 21–23 sep 2022 | 800 | 27.6 | 12.5 | 3.1 | 3.4 | 2.1 | 2.1 | 0.6 | 3.1 | 34.1 | –    | 15.1 |  |  |  |  |  |  |
| IPEI                           | 14–19 sep 2022 | 800 | 16   | –    | 9   | 4   | 3   | –   | 14  | 6   | –    | 34   | 2    |  |  |  |  |  |  |
| CPI/RPP                        | 16–18 sep 2022 | 700 | 27.0 | 2.8  | 4.9 | 4.9 | 1.5 | 2.2 | 3.3 | 2.8 | 30.1 | 13.2 | 22.1 |  |  |  |  |  |  |
| Datum/Perú 21/Gestión          | 13–17 sep 2022 | 801 | 33.7 | 0.7  | 7.0 | 2.5 | 2.1 | 1.9 | 1.6 | 1.2 | 12.0 | 24.8 | 26.7 |  |  |  |  |  |  |
| Sensor                         | 22–29 ago 2022 | 500 | 19   | –    | 15  | 10  | 5   | 4   | 13  | 2   | –    | 23   | 4    |  |  |  |  |  |  |
| IDICE/La Razón                 | 25–28 ago 2022 | 500 | 48   | –    | 7   | 6   | 2   | –   | –   | 3   | –    | 23   | 41   |  |  |  |  |  |  |
| CPI/RPP                        | 22–25 ago 2022 | 700 | 27.1 | –    | 4.8 | 1.2 | 2.9 | 2.5 | –   | 3.8 | 29.1 | 12.5 | 22.3 |  |  |  |  |  |  |
| Datum/El Comercio              | 16–22 ago 2022 | 501 | 33.5 | –    | 4.2 | 2.0 | 1.6 | 1.0 | –   | –   | 9.2  | 33.9 | 29.3 |  |  |  |  |  |  |
| CIT/Expreso                    | 12–14 ago 2022 | 800 | 30.5 | –    | 7.3 | 2.0 | –   | –   | –   | –   | 17.5 | 34.0 | 23.2 |  |  |  |  |  |  |
| IDICE/La Razón                 | 26–30 jul 2022 | 500 | 46   | –    | 9   | 8   | 3   | –   | –   | 5   | –    | 15   | 37   |  |  |  |  |  |  |
| CIT/PBO                        | 2–4 jul 2022   | 800 | 26.2 | –    | 6.3 | –   | 1.0 | –   | –   | 1.1 | 12.4 | 43.7 | 19.9 |  |  |  |  |  |  |
| IDICE/La Razón                 | 16–18 jun 2022 | 500 | 45   | –    | 11  | 9   | 5   | 4   | –   | 5   | –    | 12   | 36   |  |  |  |  |  |  |
| IDICE/La Razón                 | 26–28 may 2022 | 500 | 42   | –    | 6   | 5   | –   | 8   | –   | –   | –    | 25   | 34   |  |  |  |  |  |  |
| CIT                            | 16–18 may 2022 | 500 | 28.8 | –    | 5.8 | 3.0 | 4.0 | –   | –   | –   | 15.3 | 19.8 | 10.5 |  |  |  |  |  |  |
| IDICE/La Razón                 | 27–29 abr 2022 | 500 | 39   | –    | 16  | 9   | 5   | –   | –   | 9   | –    | 2    | 23   |  |  |  |  |  |  |
| IDICE/La Razón                 | 17 mar 2022    | 500 | 37   | –    | 14  | 8   | 4   | –   | –   | 7   | –    | 7    | 23   |  |  |  |  |  |  |
| IDICE/La Razón                 | 15 feb 2022    | 500 | 35   | –    | 11  | 9   | –   | –   | –   | –   | –    | 28   | 26   |  |  |  |  |  |  |
| IDICE                          | 17 dic 2021    | 500 | 25   | –    | 3   | 5   | –   | –   | –   | –   | –    | 43   | 17   |  |  |  |  |  |  |
| Sensor                         | 25–26 sep 2021 | 500 | 7    | –    | 2   | 5   | 1   | –   | –   | –   | –    | 65   | 2    |  |  |  |  |  |  |

## Resultados

### Sumario general
|                                                                                                |                                       |              |              |              |           |           |
| Partidos y coaliciones                                                                         | Partidos y coaliciones                | Voto popular | Voto popular | Voto popular | Regidores | Regidores |
| Partidos y coaliciones                                                                         | Partidos y coaliciones                | Votos        | %            | +/−          | Total     | +/−       |
|                                                                                                | Contigo Callao (CC)                   | 159,363      | 29.44        | Nuevo        | 9         | +9        |
|                                                                                                | MÁS Callao (MÁS Callao)1              | 87,877       | 16.23        | –3.20        | 3         | +1        |
|                                                                                                | Somos Perú (SP)                       | 37,566       | 6.94         | +2.17        | 1         | +1        |
|                                                                                                | Avanza País (AvP)                     | 34,407       | 6.36         | +5.78        | 1         | +1        |
|                                                                                                | Renovación Popular (RP)               | 31,008       | 5.73         | Nuevo        | 1         | +1        |
|                                                                                                | Podemos Perú (PP)                     | 25,613       | 4.73         | +0.82        | 0         | ±0        |
|                                                                                                | Alianza para el Progreso (APP)        | 25,307       | 4.68         | –5.74        | 0         | –1        |
|                                                                                                | Frente de la Esperanza (FE)           | 23,494       | 4.34         | Nuevo        | 0         | ±0        |
|                                                                                                | Fuerza Popular (FP)                   | 23,075       | 4.26         | n/a          | 0         | ±0        |
|                                                                                                | Por Ti Callao (Por Ti Callao)         | 19,502       | 3.60         | –33.30       | 0         | –9        |
|                                                                                                | Viva el Callao (Viva el Callao)       | 16,221       | 3.00         | Nuevo        | 0         | ±0        |
|                                                                                                | Fuerza Callao Seguro (R)              | 13,231       | 2.44         | Nuevo        | 0         | ±0        |
|                                                                                                | Juntos por el Perú (JP)               | 12,318       | 2.28         | Nuevo        | 0         | ±0        |
|                                                                                                | Partido Morado (PM)                   | 10,281       | 1.90         | Nuevo        | 0         | ±0        |
|                                                                                                | Movimiento Regional Somos Callao (SC) | 9,603        | 1.77         | Nuevo        | 0         | ±0        |
|                                                                                                | Sí Se Puede Callao (Sí Se Puede)      | 9,069        | 1.68         | Nuevo        | 0         | ±0        |
|                                                                                                | Partido Patriótico del Perú (PPP)     | 3,355        | 0.62         | Nuevo        | 0         | ±0        |
|                                                                                                |                                       |              |              |              |           |           |
| Total                                                                                          | Total                                 | 541,290      |              |              | 15        | ±0        |
|                                                                                                |                                       |              |              |              |           |           |
| Votos válidos                                                                                  | Votos válidos                         | 541,290      | 83.76        | +3.94        |           |           |
| Votos en blanco                                                                                | Votos en blanco                       | 34,958       | 5.41         | –0.85        |           |           |
| Votos nulos                                                                                    | Votos nulos                           | 69,954       | 10.83        | –3.09        |           |           |
| Votos emitidos                                                                                 | Votos emitidos                        | 646,202      | 77.79        | –4.44        |           |           |
| Abstenciones                                                                                   | Abstenciones                          | 184,547      | 22.21        | +4.44        |           |           |
| Votantes registrados                                                                           | Votantes registrados                  | 830,749      |              |              |           |           |
|                                                                                                |                                       |              |              |              |           |           |
| Fuente:                                                                                        |                                       |              |              |              |           |           |
| Notas al pie: 1 Comparado con los resultados de Fuerza Chalaca (FC) en las elecciones de 2018. |                                       |              |              |              |           |           |
| Notas al pie:                                                                                  |                                       |              |              |              |           |           |
| 1 Comparado con los resultados de Fuerza Chalaca (FC) en las elecciones de 2018.               |                                       |              |              |              |           |           |

### Concejo Provincial del Callao
| Cargo                          | Autoridad electa         | Partido político | Partido político   |
| ------------------------------ | ------------------------ | ---------------- | ------------------ |
| Alcalde Provincial del Callao  | Pedro Spadaro Philipps   |                  | Contigo Callao     |
| Regidor Provincial del Callao  | César Pérez Barriga      |                  | Contigo Callao     |
| Regidora Provincial del Callao | Silvia Ocharan Mendoza   |                  | Contigo Callao     |
| Regidor Provincial del Callao  | Carlos Yalta Sotelo      |                  | Contigo Callao     |
| Regidora Provincial del Callao | Luz Sánchez de Luna      |                  | Contigo Callao     |
| Regidor Provincial del Callao  | Luis Orihuela Carpio     |                  | Contigo Callao     |
| Regidora Provincial del Callao | María Trujillo La Torre  |                  | Contigo Callao     |
| Regidor Provincial del Callao  | Ángel Estación Velásquez |                  | Contigo Callao     |
| Regidora Provincial del Callao | Carmen Ticona Portugal   |                  | Contigo Callao     |
| Regidor Provincial del Callao  | César Cornejo Ureta      |                  | Contigo Callao     |
| Regidor Provincial del Callao  | Abel Neciosup Medina     |                  | MÁS Callao         |
| Regidora Provincial del Callao | Norma Juárez Segura      |                  | MÁS Callao         |
| Regidor Provincial del Callao  | Diego Romero Feliciano   |                  | MÁS Callao         |
| Regidor Provincial del Callao  | Luis Capristán Rosas     |                  | Somos Perú         |
| Regidor Provincial del Callao  | Thalia Mallqui Peche     |                  | Avanza País        |
| Regidor Provincial del Callao  | Ever Cueva Cáceres       |                  | Renovación Popular |

## Elecciones municipales distritales

### Sumario general
| Partidos y coaliciones                                                                         | Partidos y coaliciones                | Voto popular | Voto popular | Voto popular | Alcaldías | Alcaldías |
| Partidos y coaliciones                                                                         | Partidos y coaliciones                | Votos        | %            | +/−          | Total     | +/−       |
| ---------------------------------------------------------------------------------------------- | ------------------------------------- | ------------ | ------------ | ------------ | --------- | --------- |
|                                                                                                | Contigo Callao (CC)                   | 76,807       | 27.32        | Nuevo        | 5         | +5        |
|                                                                                                | MÁS Callao (MÁS Callao)1              | 39,059       | 13.89        | –7.86        | 0         | –1        |
|                                                                                                | Alianza para el Progreso (APP)        | 26,069       | 9.27         | –0.63        | 1         | +1        |
|                                                                                                | Avanza País (AvP)                     | 25,374       | 9.02         | +8.53        | 0         | ±0        |
|                                                                                                | Somos Perú (SP)                       | 18,384       | 6.54         | +1.14        | 0         | ±0        |
|                                                                                                | Podemos Perú (PP)                     | 15,381       | 5.47         | +0.63        | 0         | ±0        |
|                                                                                                | Renovación Popular (RP)               | 15,126       | 5.38         | Nuevo        | 0         | ±0        |
|                                                                                                | Por Ti Callao (Por Ti Callao)         | 11,310       | 4.02         | –24.54       | 0         | –4        |
|                                                                                                | Viva el Callao (Viva el Callao)       | 11,002       | 3.91         | Nuevo        | 0         | ±0        |
|                                                                                                | Fuerza Popular (FP)                   | 10,385       | 3.69         | n/a          | 0         | ±0        |
|                                                                                                | Juntos por el Perú (JP)               | 9,120        | 3.24         | +2.24        | 0         | ±0        |
|                                                                                                | Fuerza Callao Seguro (R)              | 7,519        | 2.67         | Nuevo        | 0         | ±0        |
|                                                                                                | Movimiento Regional Somos Callao (SC) | 6,812        | 2.42         | Nuevo        | 0         | ±0        |
|                                                                                                | Partido Morado (PM)                   | 4,479        | 1.59         | Nuevo        | 0         | ±0        |
|                                                                                                | Partido Patriótico del Perú (PPP)     | 2,138        | 0.76         | Nuevo        | 0         | ±0        |
|                                                                                                | Frente de la Esperanza (FE)           | 1,270        | 0.45         | Nuevo        | 0         | ±0        |
|                                                                                                | Sí Se Puede Callao (Sí Se Puede)      | 924          | 0.33         | Nuevo        | 0         | ±0        |
|                                                                                                |                                       |              |              |              |           |           |
| Total                                                                                          | Total                                 | 281,159      |              |              | 6         | ±0        |
|                                                                                                |                                       |              |              |              |           |           |
| Votos válidos                                                                                  | Votos válidos                         | 281,159      | 80.94        | +2.36        |           |           |
| Votos en blanco                                                                                | Votos en blanco                       | 32,445       | 9.34         | +0.50        |           |           |
| Votos nulos                                                                                    | Votos nulos                           | 33,755       | 9.72         | –2.86        |           |           |
| Votos emitidos                                                                                 | Votos emitidos                        | 347,359      | 77.82        | –4.08        |           |           |
| Abstenciones                                                                                   | Abstenciones                          | 99,018       | 22.18        | +4.08        |           |           |
| Votantes registrados                                                                           | Votantes registrados                  | 446,377      |              |              |           |           |
|                                                                                                |                                       |              |              |              |           |           |
| Fuente:                                                                                        |                                       |              |              |              |           |           |
| Notas al pie: 1 Comparado con los resultados de Fuerza Chalaca (FC) en las elecciones de 2018. |                                       |              |              |              |           |           |
| Notas al pie:                                                                                  |                                       |              |              |              |           |           |
| 1 Comparado con los resultados de Fuerza Chalaca (FC) en las elecciones de 2018.               |                                       |              |              |              |           |           |

### Resultados por distrito
La siguiente tabla enumera el control de los distritos de la provincia del Callao. El cambio de mando de una organización política se resalta del color de ese partido.
| Distrito                   | Alcalde(sa) titular     | Partido político | Partido político | Alcalde(sa) electo(a)       | Partido político | Partido político         |
| -------------------------- | ----------------------- | ---------------- | ---------------- | --------------------------- | ---------------- | ------------------------ |
| Bellavista                 | Daniel Malpartida Filio |                  | Por Ti Callao    | Alexander Callán Callán     |                  | Contigo Callao           |
| Carmen de La Legua-Reynoso | Carlos Cox Palomino     |                  | Por Ti Callao    | Edwards Infante López       |                  | Contigo Callao           |
| La Perla                   | Aníbal Jara Aguirre     |                  | Por Ti Callao    | Rodolfo Adrianzén Castañeda |                  | Contigo Callao           |
| La Punta                   | Ramón Garay León        |                  | Perú Nación      | Ramón Garay León            |                  | Contigo Callao           |
| Mi Perú                    | Jade Vega Vega          |                  | Por Ti Callao    | Irvin Chávez León           |                  | Alianza para el Progreso |
| Ventanilla                 | Pedro Spadaro Philipps  |                  | Fuerza Chalaca   | Jhovinson Vásquez Osorio    |                  | Contigo Callao           |